# ARM Cortex-A17
ARM Cortex-A17은 ARM 홀딩스가 라이선스한 ARMv7-A 아키텍처를 구현하는 32비트 프로세서 코어이다. 최대 4개의 캐시 일관성 코어를 제공하며, Cortex-A9의 후속작으로 이전 ARM Cortex-A12 사양을 대체한다. ARM은 Cortex-A17 코어가 Cortex-A9 코어보다 60% 더 높은 성능을 제공하며, 동일한 작업 부하에서 전력 소비를 20% 줄인다고 주장한다.
ARM은 2014년 초 A12 코어의 두 번째 개정 이후 Cortex-A12를 Cortex-A17의 변형으로 이름을 변경했는데, 이는 이 둘의 성능이 구별할 수 없었고 A17에서 사용 가능한 모든 기능이 A12의 업그레이드로 사용되었기 때문이다.
Cortex-A9 사양에는 없었던 Cortex-A17 사양의 새로운 기능은 모두 Cortex-A7 및 Cortex-A15도 포함하는 3세대 ARM Cortex-A의 개선 사항이다.
- 하드웨어 가상화 및 40비트 Large Physical Address Extensions (LPAE) 주소 지정
- big.LITTLE 아키텍처 지원을 가능하게 하는 전체 시스템 일관성[1]
- NEON 유닛, 부동소수점 데이터 및 SIMD 처리용
- 10~12단계의 더 깊은 정수 명령어 파이프라인[5]
- 로드/스토어 유닛이 있는 완전한 비순차적 명령어 처리 설계

최신 리눅스 커널 구현은 위의 기능을 다음과 같이 보고하고 지원한다.
```
processor       : 3
model name      : ARMv7 Processor rev 1 (v7l)
BogoMIPS        : 48.00
Features        : 
half thumb fastmult vfp edsp thumbee neon vfpv3 tls vfpv4 idiva idivt vfpd32 lpae evtstrm

CPU implementer : 0x41
CPU architecture: 7
CPU variant     : 0x0
CPU part        : 0xc0d
CPU revision    : 1
```

## 같이 보기
- ARM 아키텍처
- ARMv7-A 코어 비교
- ARMv8-A 코어 비교
- ARM 코어 적용 목록
- ARM 코어 목록